# Rizwan Muhammad
Rizwan Muhammad sr. (31 december 1989) is een Pakistaans hockeyer van Oranje Zwart uit Eindhoven. Zijn positie is linker middenvelder.
Rizwan speelt sinds 2012 bij Oranje Zwart. Hij kwam samen met Rashid Mehmood naar de Eindhovense club en werd met Oranje Zwart in 2014, 2015 en 2016 landskampioen. Tevens won hij in 2015 de Euro Hockey League. Rizwan tekende in 2016 bij, voor twee seizoen, dan bij Oranje-Rood, fusieclub van Oranje Zwart en EMHC